# Diecezja Ciudad Guzmán
Diecezja Ciudad Guzmán (łac. Dioecesis Guzmanopolitanus) – diecezja Kościoła rzymskokatolickiego w Meksyku, należąca do metropolii Guadalajara.

## Historia
25 marca 1972 roku papież Paweł VI bullą Qui omnium erygował diecezję Ciudad Guzmán. Dotychczas wierni z tych terenów należeli do archidiecezji Guadalajara i diecezji Colima.

## Główne świątynie
- Katedra: Katedra św. Józefa w Ciudad Guzmán

## Biskupi diecezjalni
- Leonardo Viera Contreras (1972 - 1977)
- Sefafín Vásquez Elizalde (1977 - 1999)
- Braulio Rafael León Villegas (1999 - 2017)
- Óscar Armando Campos Contreras (2017-2024)
- Herculano Medina Garfias (od 2024)